# センナ・ロディジャーナ
センナ・ロディジャーナ（伊: Senna Lodigiana）は、イタリア共和国ロンバルディア州ローディ県にある、人口約1,700人の基礎自治体（コムーネ）。

## 地理

### 位置・広がり

#### 隣接コムーネ
隣接するコムーネは以下の通り。括弧内のPCはピアチェンツァ県所属を示す。
- カレンダスコ (PC)
- オーリオ・リッタ
- オスペダレット・ロディジャーノ
- ソマーリア

### 気候分類・地震分類
気候分類では、zona E, 2701 GGに分類される。
また、イタリアの地震リスク階級 (it) では、zona 3 (sismicità bassa) に分類される。

## 行政

### 分離集落
センナ・ロディジャーナには、以下の分離集落（フラツィオーネ）がある。
- Corte Sant'Andrea, Guzzafame, Mirabello